# Stráňany

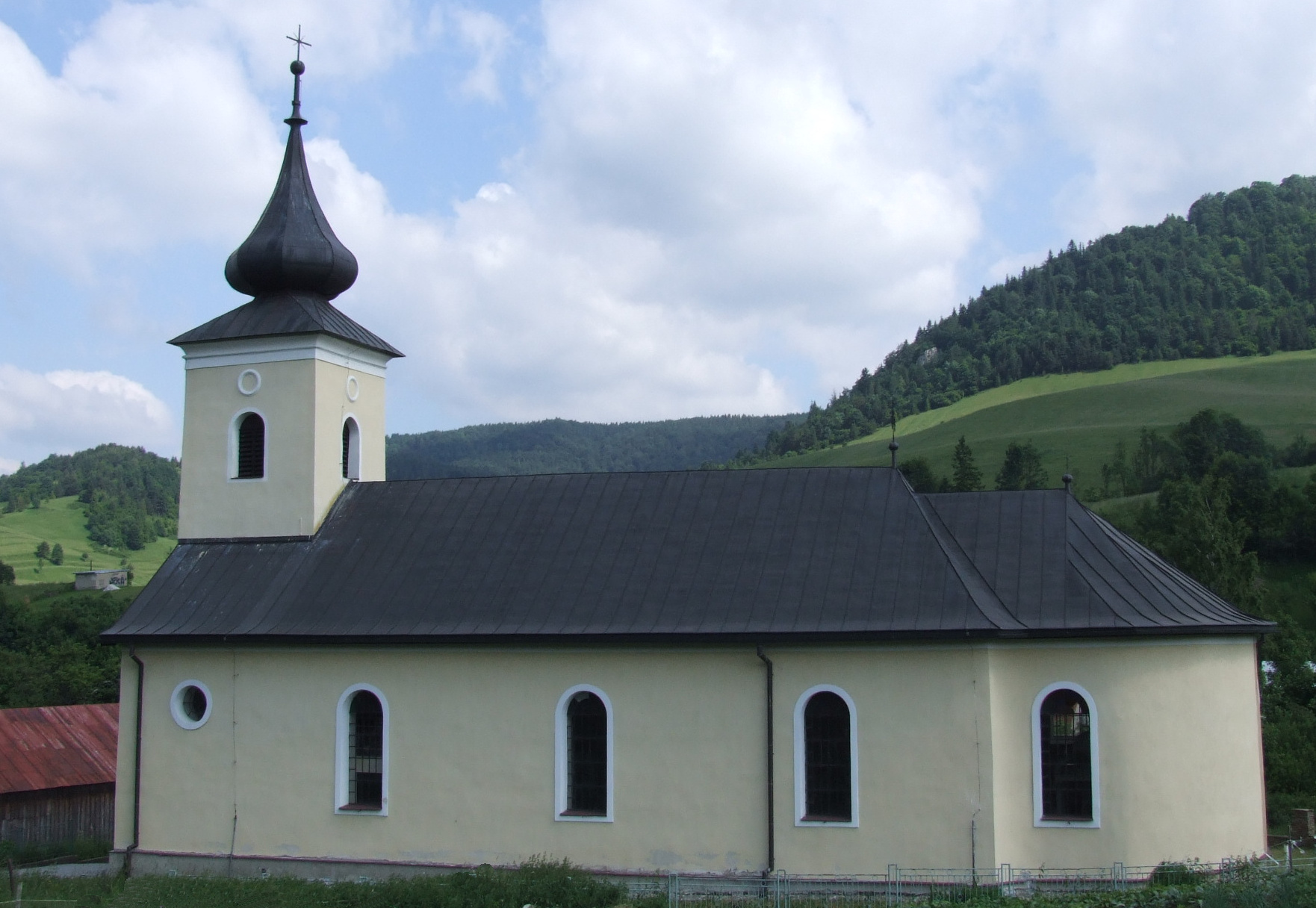
Kościół greckokatolicki

Stráňany (do 1948 Folvark, węg. Nagymajor, do 1899 Folyvárk, niem. Vorwerk, ukr. Страняни) – wieś (obec) na Słowacji w powiecie Lubowla w kraju preszowskim.

## Położenie geograficzne i turystyka
Niewielka miejscowość położona jest w górnej części głębokiej doliny Lipnika, na wysokości 620–670 m n.p.m. u podnóży Kiczery. Płynący dnem tej doliny Lipnik oddziela Pieniny, a dokładniej Grupę Golicy i Małe Pieniny od Magury Spiskiej. Przez miejscowość prowadzi droga krajowa II kategorii nr 543 z Czerwonego Klasztoru do miejscowości Gniazda, gdzie krzyżuje się z drogą krajową nr 77 (do miejscowości Stara Lubowla lub Biała Spiska).

## Historia
Miejscowość założona została przez Łemków jako wysunięty na wschód przysiółek Wielkiego Lipnika. W języku łemkowskim miała nazwę Folwark, w początkowym bowiem okresie istnienia tej osady był w niej folwark należący do rodu Györgyów i Horváthów-Stansithów. Obecna nazwa została wprowadzona dopiero w 1948. Ok. 1567 osadzili się Wołosi. Ok. 1700 miejscowość miała już 220 mieszkańców wyznania greckokatolickiego. Spis kościelny z 1913 podaje, że mieszkało tutaj 640 grekokatolików, 7 rzymskich katolików i 10 Żydów.
Mieszkańcy zajmowali się typowymi dla Łemków zajęciami; uprawą roli i pasterstwem, a mężczyźni aż do II wojny światowej dorabiali wędrownym druciarstwem. Długo zachował się tutaj ludowy folklor, jeszcze do 2000 zobaczyć można było krowie zaprzęgi do prac polowych i zwózki plonów. Miejscowość ma typową dla Spiszu zwartą zabudowę.

## Zabytki
W środku miejscowości, po południowej stronie Lipnika stoi murowana cerkiew pod wezwaniem Najświętszej Marii Panny. Wybudowana została w 1857 w miejsce wcześniejszej, drewnianej. Ma ona dość nowoczesny wystrój, ale zachowany został pełny ikonostas.

## Szlaki turystyczne
zielony ze Stranian na Przełęcz Korbalową. Tutaj szlak rozdziela się; jedna nitka prowadzi przez Wysokie Skałki i Wąwóz Homole do Jaworek, druga na wzniesienia Magury Spiskiej.